# 12676 Dianemerline
12676 Dianemerline este o planetă minoră (asteroid), cu un diametru de 4,242 km, din centura de asteroizi. A fost descoperită pe 28 februarie 1981 la Observatorul Siding Spring de Schelte J. Bus. 
Obiectul prezintă o orbită caracterizată de o semiaxă mare de 2,8923439 UAi, o excentricitate de 0,18, o înclinație de 11,67161 ° în raport cu ecliptica.